# Label rouge
Pour les articles homonymes, voir Label.
Le Label rouge (LR) est « le signe de qualité français qui atteste qu'un produit possède un niveau de qualité supérieur à celui d'un produit courant similaire ». Il est décerné par l’État qui l'attribue sur avis de l’Institut national de l'origine et de la qualité (INAO).
Le Label rouge associe les différents acteurs de la filière (producteurs, fabricants d’aliments pour animaux, transformateurs…) réunis au sein d’organismes de défense et de gestion. Ces organismes gèrent les cahiers des charges, les contrôles, la promotion du label.
« Label rouge » est une marque commerciale de l'Union européenne classifiée en France comme label de qualité (redéfini dans la loi  no 2006-11 du 5 janvier 2006 d'orientation agricole).

## Création en 1960

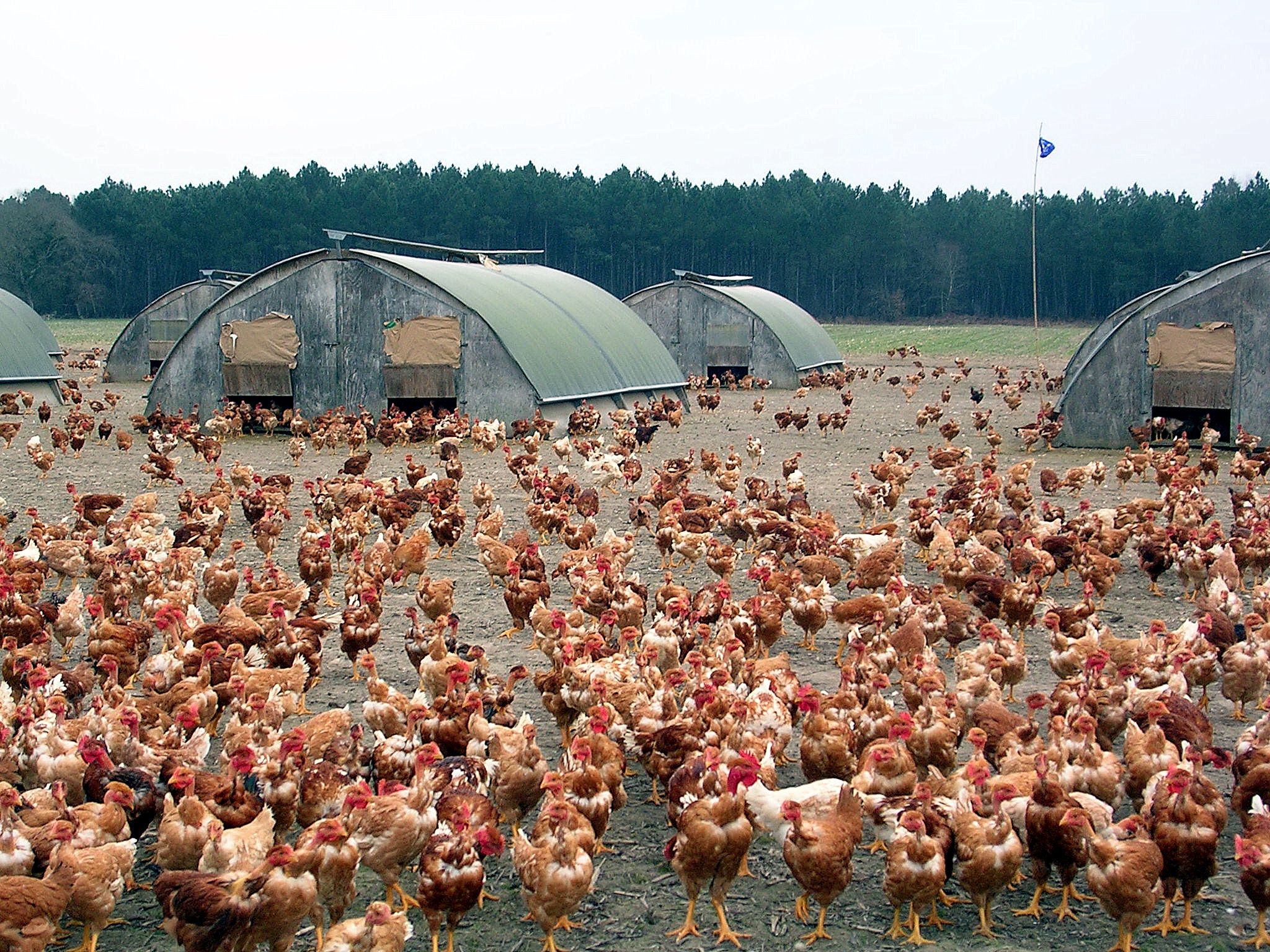
Élevage semi-industriel
de poulets fournissant les transformateurs de la filière volailles des Landes. Elle a été la première filière agroalimentaire à utiliser le signe Label rouge, en 1965.

Le signe Label rouge est créé en 1960 par la loi d'orientation agricole pour défendre l'activité économique des exploitants agricoles et les entreprises de transformation et développer les produits agroalimentaires orientés sur un niveau de qualité supérieur par rapport aux autres produits similaires. Il résulte d'initiatives d’aviculteurs soucieux de développer un nouveau type d'élevage prenant en compte le rendement, une certaine tradition et apportant une garantie de qualité spécifique au consommateur. La persévérance du Syndicat de défense du poulet jaune des Landes (sous la présidence d'Albert Falkenberg) permet d'obtenir d'Edgard Pisani une homologation le 27 juin 1961 suivi de l’arrêté du 14 août 1964 créant la Commission supérieure de la qualité des produits agricoles et alimentaires. En 1965, les premières productions/transformations du secteur agroalimentaire ayant utilisé cette identification étaient issues de filières volaille qui adoptèrent les intitulés Label Rouge Volailles des Landes et Poulet Jaune Fermier Élevé en Liberté.
Le décret du 13 janvier 1965 fixe le cadre d’homologation de ce label.
Ce signe s’est ensuite développé pour d’autres transformations agroalimentaires, comme le jambon cuit, les farines ou encore le saumon fumé.
Il est également utilisé pour des produits agricoles non alimentaires et non transformés tels que des gazons de haute qualité en 1986 ,, des sapins de noël et des fleurs telles que les dahlias, les geraniums et les roses délivré par l'association Excellence végétale.

## Contrôle de l'INAO
Selon le code rural, « Le signe Label rouge atteste d'un niveau de qualité supérieur aux produits similaires commercialisés usuellement »( Article L.641-1 du code rural ).
L’État français, par le biais de l’Institut national de l'origine et de la qualité (INAO), attribue ce signe à un organisme de défense et de gestion (ODG) représentant une ou des filières. À toutes les étapes de la production et de la transformation, le produit sous signe Label rouge doit répondre aux exigences définies dans un cahier des charges établi par l'organisme de défense et de gestion, homologué par l’INAO. la qualité supérieure repose sur des conditions de production, qui se distinguent des conditions de production des produits similaires, sur l’image du produit au regard de ses conditions de production, sur les éléments de présentation ou de service.
Le suivi des cahiers des charges par les opérateurs est contrôlé régulièrement tout au long de la production ou de la transformation par des organismes certificateurs. Des tests organoleptiques sont réalisés régulièrement pour maintenir la qualité gustative du produit. Cette qualité doit être toujours supérieure à celle des produits courants de même nature.
Le respect des cahiers des charges  est contrôlé par des organismes certificateurs accrédités par le Comité français d'accréditation (COFRAC) et agréés par Institut national de l'origine et de la qualité (INAO).

## Évolution
Ce signe certifie les fabrications de 6 000 entreprises de l'industrie agroalimentaire transformant les productions de 45 000 exploitations agricoles. En 2018[réf. à confirmer], 
- 434 produits français bénéficient du Label rouge (dont 329 concernent les filières volaille, viande et charcuterie).
- le chiffre d’affaires en 2018  était de 1,5 milliard d'euros (dont 0,7 pour les volailles, les œufs et le foie gras ; 0,52 pour les viandes et charcuteries ; 0,1 pour les produits de la mer…)[13],[14].

Le rapport publié chaque année par l'INAO confirme que le Label rouge est en progression.
En 2023 les labels attribués à la volaille sont menacés par une réglementation européenne.

### Types de produits labellisés
- Farines et pains[18],[19]

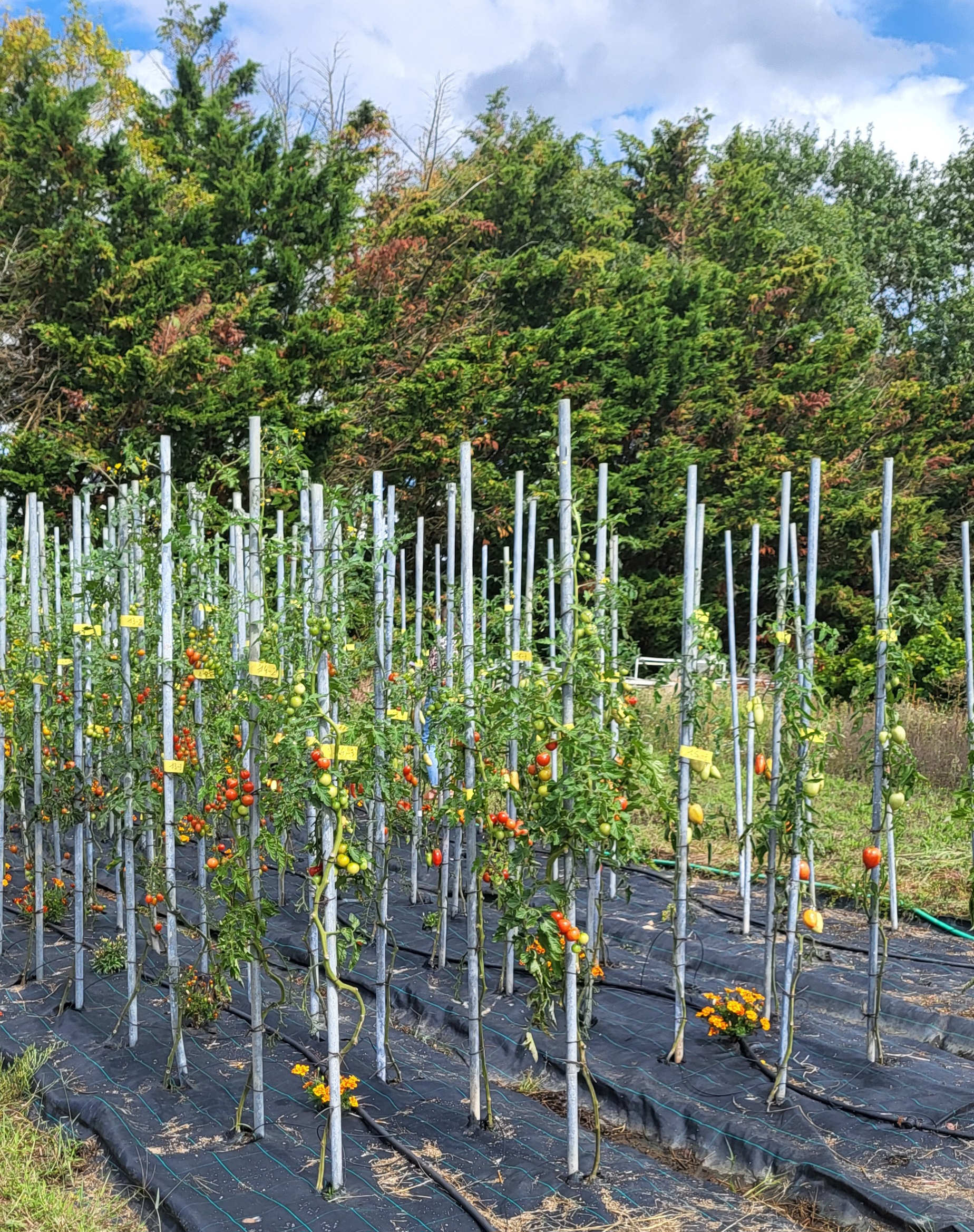
Test de plants de tomates pour l'obtention d'un Label rouge

- Fruits et légumes : abricots[20], pêches, nectarines, pommes, cerises,...
- Herbes de Provence[21]
- Miels[22]
- Plants et semences : gazon de haute qualité[23],[24], bulbes à fleurs de dahlias[25], plants de rosier de jardin, sapin de Noël coupé[26], plants de géraniums, arbres fruitiers de jardin. D'autres sont en préparation tels que petits fruits, plantes acidophiles, plants aromatiques, plants potagers notamment les plants de tomates.
- Produits de la mer et de l'aquaculture[27]
- Produits élaborés : ravioles[28], escargots, pizzas, mousse au chocolat
- Produits laitiers : emmenthal, crème fraiche fluide, brie, fromages à raclette, mimolette[29]
- Viandes et charcuterie : bœuf, veau, agneau[30], porc et charcuterie